# Косе (Виру)
Косе (ест. Kose, виро Kosõ) — сільське селище (ест. alevik) в Естонії. Входить до складу волості Виру у повіті Вирумаа.

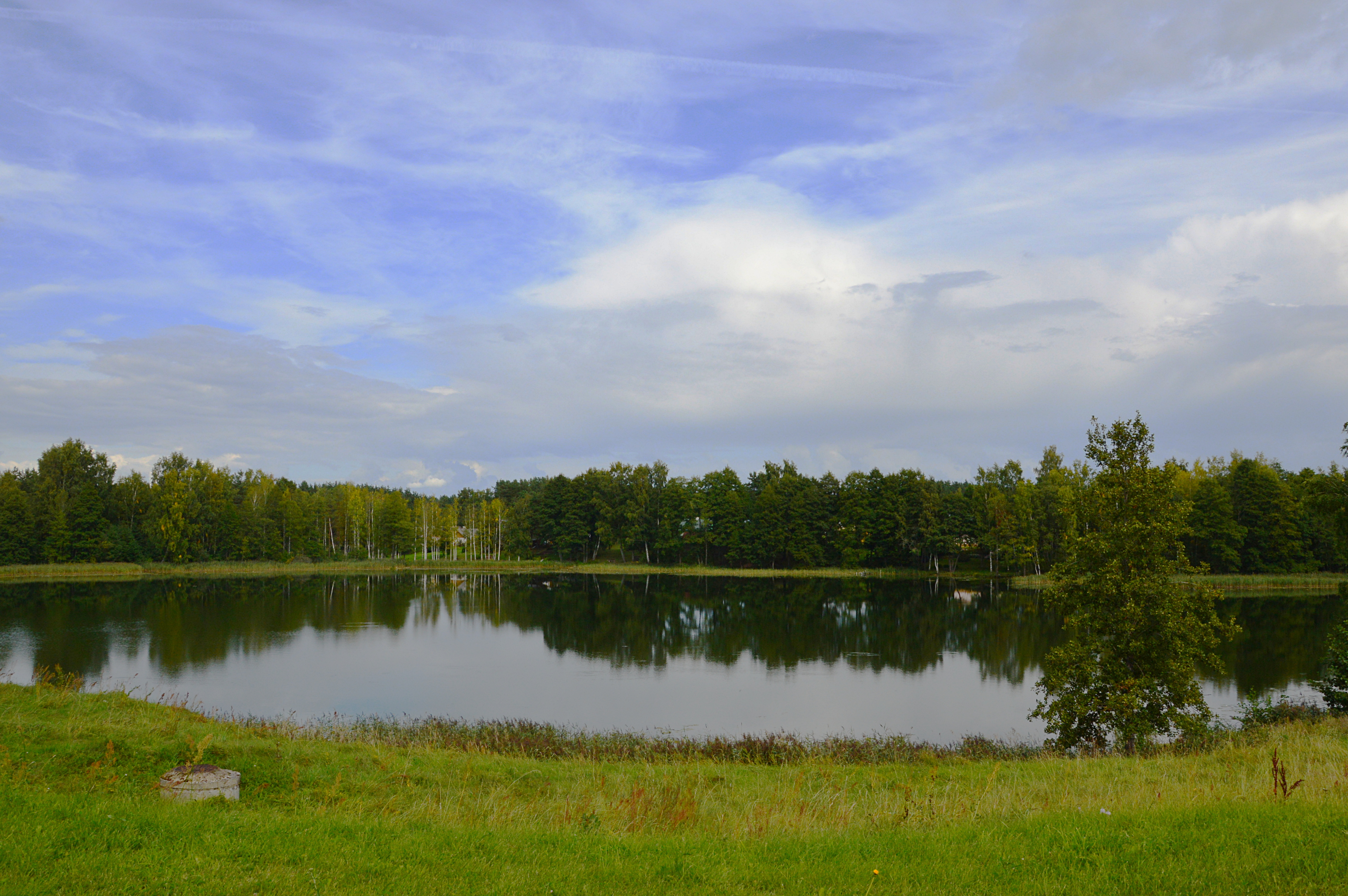
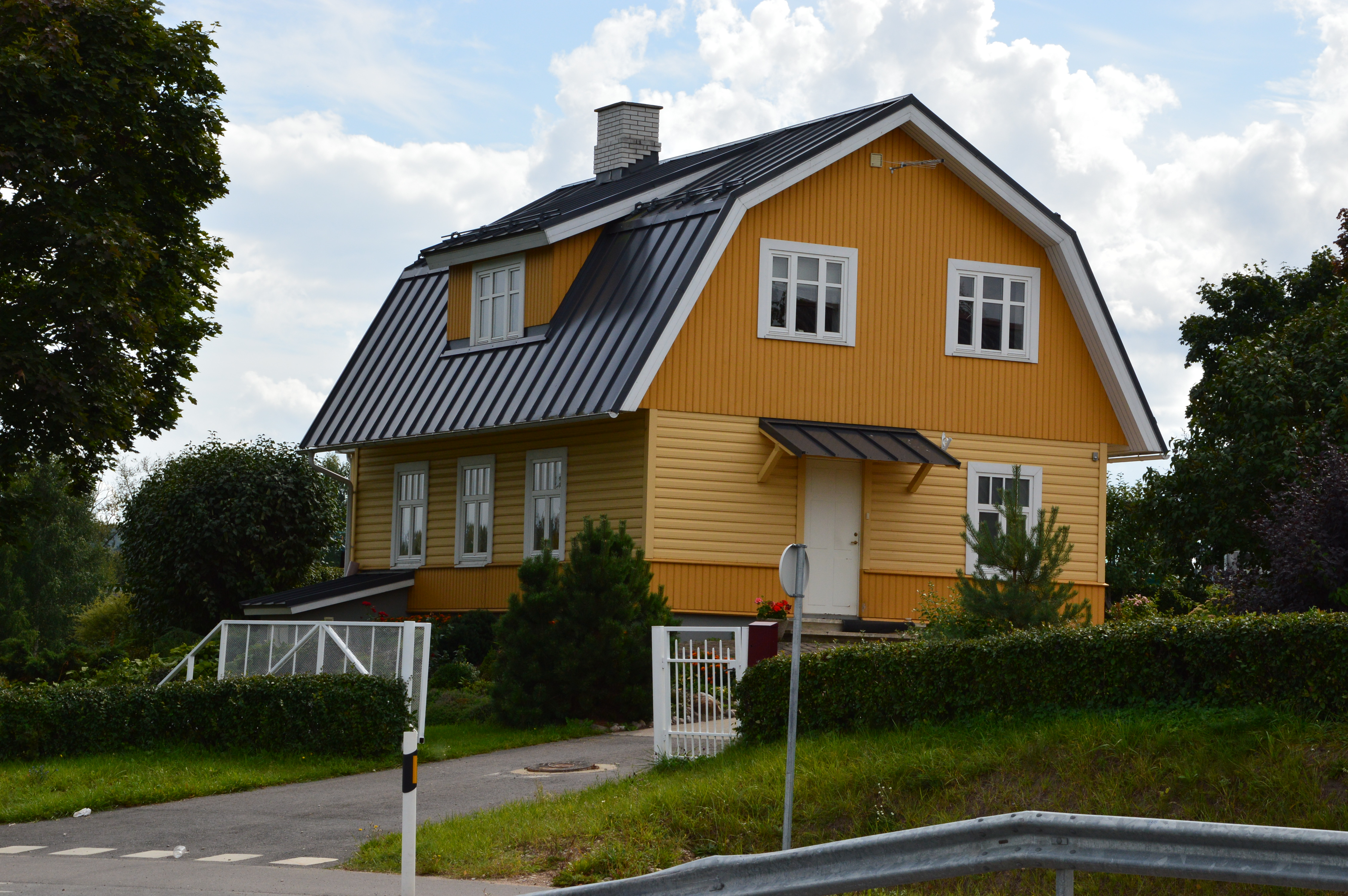
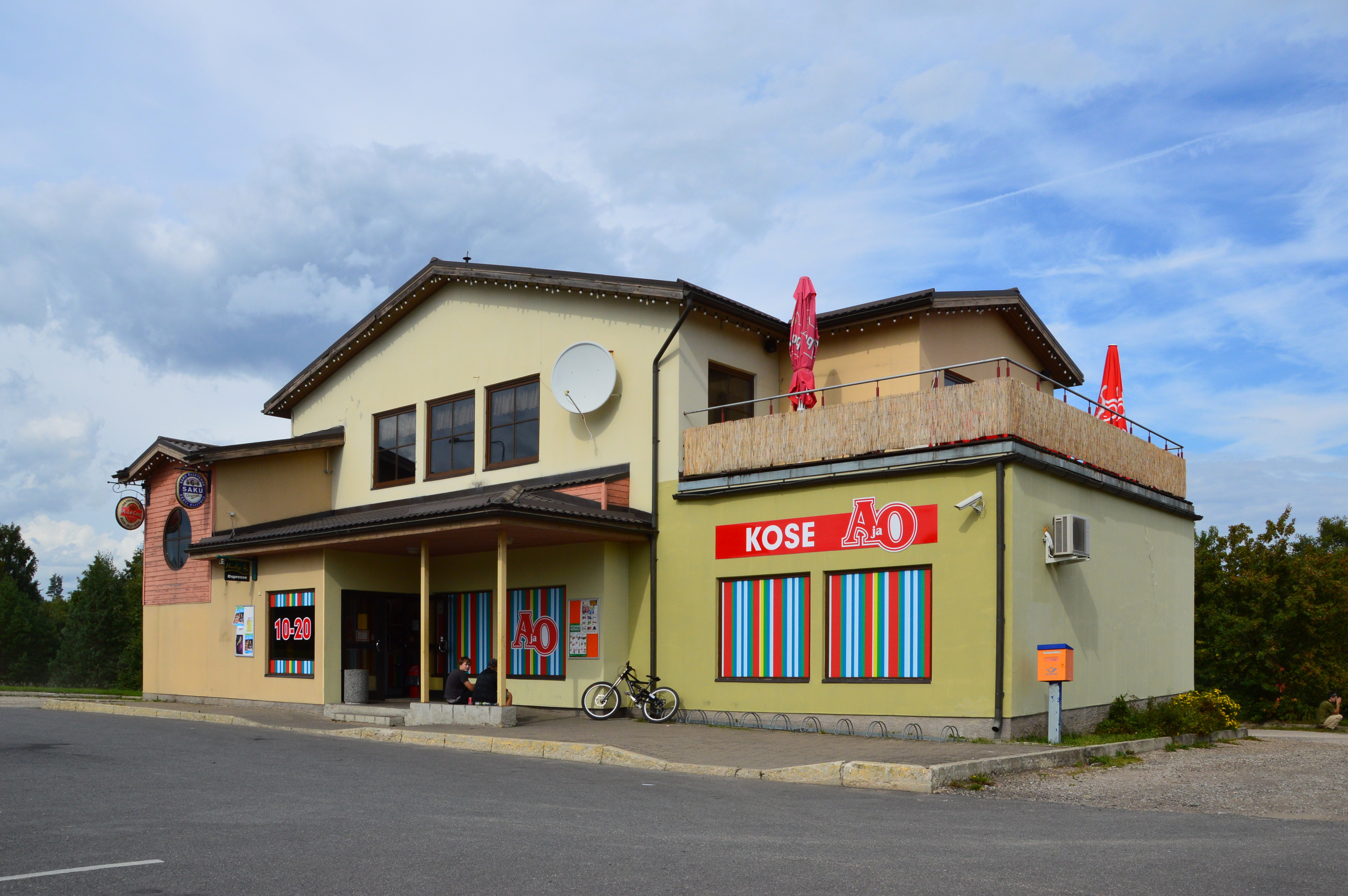